# Метакса
 Метакса (грч. Μεταξά) је врста грчких алкохолних пића, од којих је свако ароматизована мешавина жестоких пића и вина муската, одлежаних у храстовим бурадима и упакованих у боце у облику амфоре. Неколико Метакса производа има нумерисане ознаке „звездица” које означавају, према различитим изворима, старост производа, број базних жестоких пића и вина који се користе у његовој изради или ниво квалитета (што је одраз старости). Главни извозни производи Метаксе су пет звездица, седам, дванаест и приватна резерва (Метакса три звездице се не извози).
Створена је 1888. године када је означена као коњак, а затим као ракија док није забрањена прописима о називима. Метакса се извози у десетине земаља. Произвођач је био приватник све до продаје 1989. Гранд Метрополитану, који га је 2000. године продао.

## Историја
Оснивач компаније Спирос Метакса је рођен 1848. године у породици грчких трговаца свилом. Изложен алкохолом и винима из целог света током својих путовања, створио је Метаксу 1888, када је имао кафану. „Саламински ратник”, амблем Метаксе, инспирисан је древним медаљоном који је Спирос Метакса пронашао приликом изградње своје дестилерије у Пиреју 1888. Године 1968. дестилерија и подруми су премештени у нове објекте у северном предграђу Атине, Кифисију.

## Производња
На Самосу, острву у источном Егејском мору, грожђе, пре свега мускат, сорта пореклом из Грчке, узгаја се на терасама и ручно се бере. Метакса користи слатка мушкатна вина пореклом са острва која одлежавају неколико година и тако донекле оксидирају. Произвођач је куповао вино од независних винара, али је почео да прави своје, од воћа узгојеног у сопственим виноградима. Његове базне ракије долазе углавном (80%) из Шпаније и Италије, а остатак из Грчке где се дестилују од осушеног грожђа. Ови састојци одлежавају одвојено, а затим се комбинују у бачвама од храстовине Лимузен. Медитеранске биљке се додају као део завршног процеса, укључујући мајску ружу, такође компоненту Chanel No. 5 парфема. Резултат је стар најмање две године, али у неким случајевима и деценијама.